# Jéssica Augusto
Jéssica Augusto, född den 8 november 1981, är en portugisisk friidrottare som tävlar i medeldistanslöpning och i hinderlöpning.
Augusto deltog vid VM 2005 på 5 000 meter men blev utslagen i försöken. Vid VM 2007 lyckades hon ta sig vidare till finalen men slutade först på en 15:e plats. Under Olympiska sommarspelen 2008 deltog hon både på 5 000 meter och på 3 000 meter hinder men blev vid båda tillfällena utslagen i försöken. 
Bättre gick det vid VM 2009 då hon bara tävlade i hinderlöpning och tog sig vidare till finalen där hon slutade på elfte plats. Hennes främsta meriter så här långt kom vid EM 2010 i Barcelona där hon slutade trea på 10 000 meter och fyra på 5 000 meter. 

## Personliga rekord
- 5 000 meter - 14:37,07 från 2010
- 10 000 meter - 31:19,15 från 2010
- 3 000 meter hinder - 9:18,54 från 2010